# インターネットブラウザー (ニンテンドー3DS)
インターネットブラウザーは、ニンテンドー3DSシリーズの標準ウェブブラウザである。本ソフトウェアはファームウェアアップデートを通じて2011年6月6日にアメリカで、翌7日にはヨーロッパ、オーストラリア、日本でリリースされた。

## 特徴

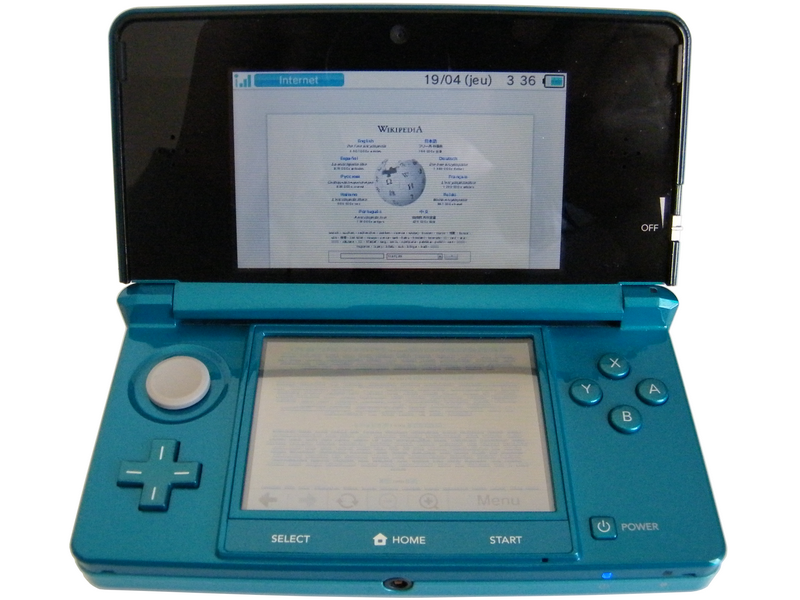
ニンテンドー3DSのインターネットブラウザーでWikipediaのポータル画面を表示している様子

タッチペンを使った簡単な操作でインターネット上のウェブサイトが閲覧できる。他のゲームをプレイ中でも起動できるため、プレイ中に調べものをする際にも利用できる。画像のアップロードにも対応しており、本体やSDカードに保存した画像をインターネット上で公開できる。本体は3D表示機能を備えているが、ホームページの表示は3Dに対応していない（動画・画像は対応）。また、プラグインが必要なコンテンツも表示できない。
New 3DS/3DS LL/2DS LLに搭載されたウェブブラウザーはニンテンドー3DS/3DS LL/2DSのものと大きく異なっている。多くの機能改善が行われたほか、新たに動画の再生に対応し、ページの表示スピードが向上している。

## 仕様
初代3DSシリーズ（ニンテンドー3DS/3DS LL/2DS）とNew 3DSシリーズ（Newニンテンドー3DS/3DS LL/2DS LL）に搭載されたウェブブラウザーでは、技術的な仕様が異なる。

### 初代3DSシリーズ
初代3DSシリーズでは、ブラウザーエンジンにNetFront Browser NXを採用。前世代機・ニンテンドーDSi用のニンテンドーDSiブラウザーはOperaベースで、ブラウザーエンジンが変更されている。Web標準はHTML4.01/XHTML1.1/CSS1/CSS2.1/CSS3の一部とDOM1-3/ECMAScript/XMLHttpRequest/canvasの一部をサポートしている。プロトコルはHTTP1.0/HTTP1.1/TLS1.0/TLS1.1/TLS1.2に対応。ユーザーエージェントは、Mozilla/5.0 (Nintendo 3DS; U; ; ja) Version/*.***.JP（*.***はバージョン）となる。ページ側で指定がない場合は、横幅980ピクセルとしてHTMLをレイアウトするようになっている。
画像表示はMPO、GIF、JPEG、PNG、BMP、ICO形式に対応しており、ニンテンドー3DSカメラで撮影したMPO形式の3D写真データの3D表示も可能。本体やSDカードに保存されている写真をアップロードできる。ただし、動画や音声の再生・アップロードには対応していない。
Adobe Flash、PDFなどのプラグインが必要なファイルの表示には非対応である。

### New 3DSシリーズ
New 3DSシリーズでは、ブラウザーエンジンにNetFront Browser NX v3.0を採用。Web標準はHTML4.01/HTML5/XHTML1.1/Fullscreen/Gamepad/SVG/WebSocket/Video Subtitle/WOFF/Web Messaging/Server-Sent/Web Storageの一部/XMLHttpRequest/canvas/Video/DOM1-3/ECMAScript/CSS1/CSS2.1/CSS3の一部をサポートしており、初代3DSシリーズと比較して大幅に増えている。対応プロトコルは初代3DSシリーズと同じく、HTTP1.0/HTTP1.1/TLS1.0/TLS1.1/TLS1.2。ユーザーエージェントは、Mozilla/5.0 (New Nintendo 3DS like iPhone) AppleWebKit/536.30 (KHTML, like Gecko) NX/3.0.*.*.* Mobile NintendoBrowser/1.0.****.JP（.*.*.*・****はバージョン）となる。ただし、「モバイル版をリクエスト」機能を使用した時には異なるものになる。
画像表示は、従来から対応していたMPO、GIF、JPEG、PNG、BMP、ICOに加えてSVG形式もサポートする。また、新たに動画再生にも対応。対応フォーマットはMP4とHLS。音声コーデックはAAC・MP3、ビデオコーデックはH.264 (MPEG-4 AVC) に対応している。ただし、動画をアップロードする際にはMKV形式になる。
初代3DSシリーズと同じく、Adobe Flash、PDFなどのプラグインが必要なファイルの表示には非対応である。

## 利用制限機能

### 保護者による使用制限
本体設定で「保護者による使用制限」を設定することで、インターネットブラウザーの使用を制限できる。写真や画像のアップロードや保存のみを制限することもできる。

### フィルタリングサービス
子供が安全に利用できるようにするために、有害なサイトへのアクセスを防ぐためのフィルタリング機能が利用できる。ニンテンドー3DS/3DS LL/2DSではデジタルアーツのフィルタリングサービス「i-フィルター for Nintendo 3DS」が無料で利用できる。対して日本国内版Newニンテンドー3DS/3DS LL/2DS LLでは初めから「Active Rating System」によるフィルタリングがかけられており、クレジットカード認証をした上で手数料（税込33円）を支払うことで解除できたが、2022年1月18日限りで3DSシリーズにおけるクレジットカードの取り扱いを終了したことに伴い、2022年2月現在フィルタリングを解除する方法は存在しない。